# Thèse-antithèse-synthèse
 (août 2021).
La thèse-antithèse-synthèse ou plan dialectique est une structure dialectique qui permet d'analyser un sujet d'opinion. Il est souvent résumé par cet énoncé : je suppose (hypothèse), je pose (thèse), j'oppose (antithèse), je compose (synthèse). Le plan dialectique se compose tout d'abord d'une partie qui exprime une thèse, puis d'une seconde partie qui expose une antithèse, et enfin d'une troisième et dernière partie qui décrit une synthèse.
Le plan dialectique est particulièrement adapté au traitement d'une question, de l'invitation à une discussion (telle que : "Discutez l'opinion suivante..."), d'un sujet polémique, d'une proposition formulée sous forme de question (telle que : "Que pensez-vous de l'opinion suivante?" ou bien: "La proposition suivante vous paraît-elle fondée?"). Le plan dialectique est sous-tendu par l'esprit de la dialectique (du grec διαλεκτική, dialektikê, "dire à travers"), c'est-à-dire la confrontation de deux points de vue différents et conflictuels sur un sujet, un problème, une question donnée. Ces deux points de vue concurrents sont exprimés par la thèse et l'antithèse. Ces dernières correspondent fréquemment à des concepts opposés, tels que : 
- positif/négatif
- avantages/inconvénients
- convergences/divergences
- passé/présent
- national/international
- etc.

La synthèse, finalement, a pour objet de dépasser la contradiction inhérente à  la thèse et l'antithèse. Elle traduit souvent une perspective qui permet de dépasser la contradiction initiale entre la thèse et l'antithèse, et conduit fréquemment à envisager le débat d'un point de vue plus large. Un tel mouvement de la pensée constitue l'expression de la dialectique hégélienne. La synthèse constitue souvent la partie délicate du plan dialectique, car elle ne doit pas simplement montrer qu'il existe une contradiction entre la thèse et l'antithèse, mais se doit d'indiquer la voie d'un dépassement de cette contradiction.

## Histoire
L'origine de la méthode thèse-antithèse-synthèse est souvent attribuée à Hegel, quoique sa dialectique se trouve formulée autrement. C'est Fichte, dans la Doctrine de la science, qui formule la dialectique selon la triade T/AT/ST.
L'origine du concept thèse-antithèse-synthèse remonte toutefois jusqu'à Héraclite. Selon Hegel, le triplet dialectique fut redécouvert de manière intuitive par Kant, mais ce dernier et ses successeurs, tels que Fichte, laissèrent le triplet de concepts détaché des phénomènes. Dans sa Phénoménologie de l'Esprit, Hegel applique la triade dialectique de l'évolution de l'esprit aux phénomènes et utilise le terme « antithèse » de nombreuses fois.

## Utilisation
Son usage moderne est répandu dans le monde académique et dans l'enseignement, notamment en France. La thèse-antithèse-synthèse est aujourd'hui utilisé dans le cadre de l'exercice de la dissertation, notamment en philosophie, mais aussi en sociologie.

## Description
1. L'introduction : il s'agit d'un texte bref qui sert à présenter le sujet et à ouvrir une discussion qui sera ultérieurement développée. Elle peut comporter une définition théorique, un événement historique, un fait divers, ou encore une question (ex. « Est-ce que la mondialisation est un fléau moderne? »).
2. Le développement
  1. La thèse : Elle développe les arguments en faveur de la thèse énoncée (ex. pour la mondialisation), et est souvent appuyée par des exemples. Les arguments devraient se suivre selon un certain ordre, de plus en plus en faveur de la thèse énoncée.
  2. L'antithèse : Elle constitue l'argumentation opposée (ex. contre la mondialisation) et devrait idéalement comporter le même nombre d'arguments que la thèse, sans nécessairement qu'il y ait une opposition à chaque argument en faveur de la thèse initiale.
  3. La synthèse : Elle naît de la confrontation entre la thèse et l'antithèse. Elle porte un jugement sur ce qui a déjà été énoncé. Idéalement, elle répond à la question posée au départ. Elle peut être catégorique, mais aussi tempérée et mitigée.
3. La conclusion : Elle clôt, temporairement, le débat. Assez brève, elle montre que le développement est terminé et la décision prise. Elle ne contient aucune idée nouvelle, ni aucun exemple. Succincte, elle résume le sujet exploré.

## Variantes
Il existe des variations du plan dialectique classique. Il s'agit notamment de :
- le plan avantages/inconvénients/synthèse : où la thèse s'identifie avec les avantages, et l'antithèse avec les inconvénients d'un sujet donné
- le plan dialectique matriciel, basé sur les matrices de concepts

## Annexe